# Dreux
Dreux település Franciaországban, Eure-et-Loir megyében. Lakosainak száma 31 205 fő (2022. január 1.). Dreux Vernouillet, Vert-en-Drouais, Cherisy, Muzy, Montreuil, Sainte-Gemme-Moronval és Luray községekkel határos.

## Népesség
A település népességének változása:
| Lakosok száma | 29 408 | 33 379 | 35 230 | 32 723 | 31 373 | 30 836 | 31 044 | 30 646 | 30 744 | 31 205 |
|               | 1968   | 1982   | 1990   | 2006   | 2013   | 2015   | 2017   | 2019   | 2020   | 2022   |